# آنی آمیراقایان
آنی آمیراقایان (ارمنی: Անի Ամիրաղյան؛ زادهٔ ۹ اکتبر ۱۹۹۳) یک تنیس‌باز اهل ارمنستان است.